# Rävsundsbron
Rävsundsbron (finska: Kirjalansalmen silta) är en hängbro i Finland som sträcker sig mellan Kustö i S:t Karins och Kirjala i Pargas söder om Åbo. Bron, som är en del av Regionalväg 180 (även kallad Skärgårdsvägen), färdigställdes 1963 och är fortfarande (2018) den längsta hängbron i Finland. Till 50-årsjubileet 2013 avbildades Rävsundsbron på ett finskt frimärke. För närvarande planeras en ny bro som skall uppföras öster om den gamla.

## Beskrivning

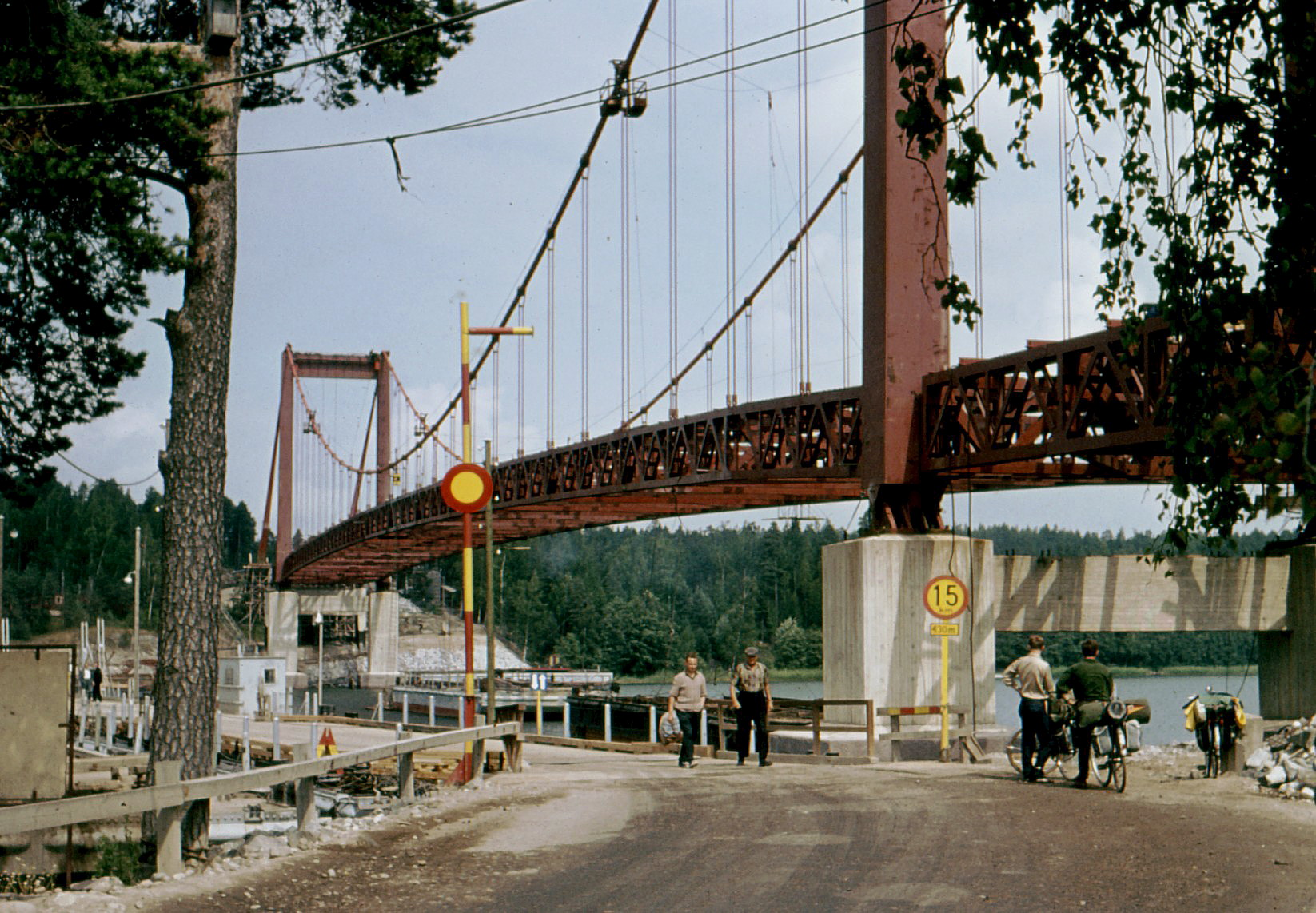
Bron under uppförande, juli 1963.

Genom brons tillkomst skulle Pargas bli den enda skärgårdskommunen som fick en fast förbindelse med fastlandet. Innan dess trafikerades det drygt 400 meter breda Rävsundet av en färja. Byggarbetena började 1962 och på hösten 1963 invigdes bron. Bron planerades av danska ingenjörsbyrån Chr. Ostenfeld & W. Jønson. För att minska brons längd anlades en cirka 200 meter lång halvö söderifrån.
Grundläggningen och underkonstruktionen är av betong. Körbanan bärs upp av två pyloner som består av svetsade stålplåtar. Pylonen på Pargassidan är 38 meter hög över vattenytan och på Kustösidan 43 meter. Körbanan lutar således cirka fem meter ner mot Pargas. Mellan pylonerna spändes 19 bärkablar på vardera sida som väger 8 000 kg/styck. De bär en fackverkskonstruktion av stål som utgör stommen till körbanan. Huvudspannet blev 220 meter långt och den totala längden uppgår till 287 meter. Körbanans bredd blev 10 meter (totalbredd 14 meter) medan den segelfria höjden är 11 meter. Bron kostnadsberäknades till 540 miljoner gamla FIM (motsvarande 5,4 miljoner nya FIM efter revalveringen 1963).
Rävsundsbron är den längsta hängbron i Finland räknat efter huvudspannets längd. Mellan 1999 och 2000 genomfördes en renovering där bland annat körbanans beläggning förnyades och stålkonstruktionen ommålades. Mellan 2004 och 2005 följde nästa reparation som kostade cirka 2,5 miljoner euro. Ändå håller bron på att nå slutet av sin livslängd, delvis beroende på att trafiken är hårdare och tyngre än den när bron planerades i början av 1960-talet. Här passerar under sommarmånaderna upp till 15 000 fordon / dygn, därav 600 tunga fordon.

## Ny bro
Efter diskussioner om ett tunnelalternativ inleddes utredningsarbetet för en ny bro på sommaren 2015. Finska Närings-, trafik- och miljöcentralen kom fram till att en ny kombinerad stålbalkbro och snedkabelbro är det bästa alternativet och skall uppföras öster om den gamla bron. Den nya bron mellan Pargas och S:t Karins kommer att kosta upp till 35 miljoner euro att bygga.